# Louis Sullivan
Cet article concerne l'architecte. Pour le médecin et homme politique, voir Louis Wade Sullivan. Pour les homonymes, voir Sullivan.
 (septembre 2019).

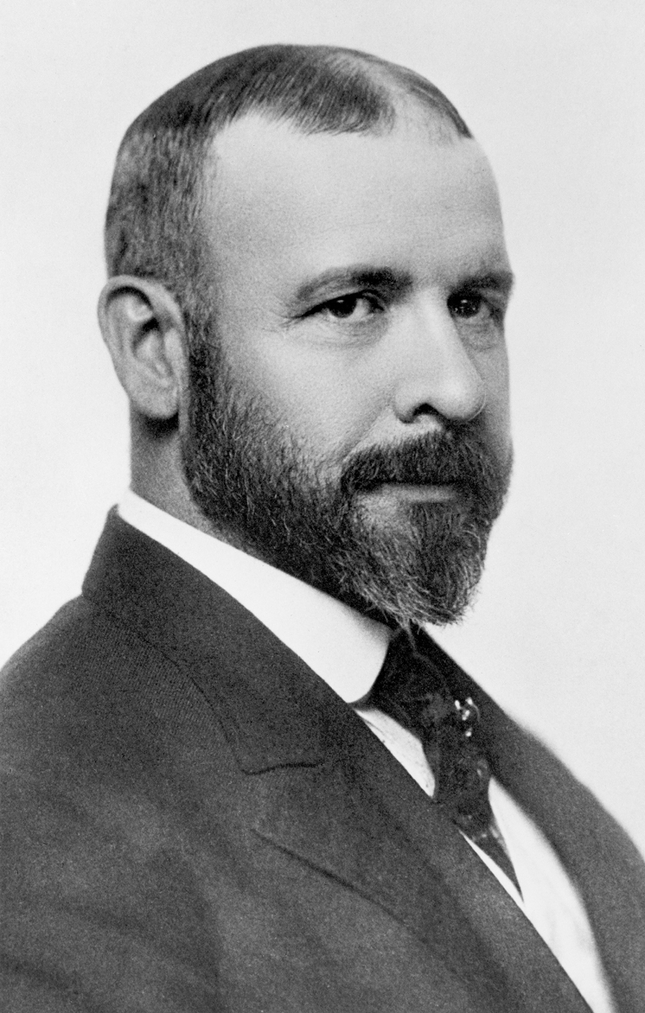
Louis Sullivan vers 1895

Louis Henry Sullivan, né le 3 septembre 1856 à Boston et mort à Chicago le 14 avril 1924, est un architecte américain. Il est considéré comme le père des gratte-ciel et du modernisme.

## Biographie
Louis Sullivan étudie brièvement l'architecture au Massachusetts Institute of Technology et s'établit à Chicago en 1873. Il est associé à la première génération de gratte-ciel américains (aux côtés de William Le Baron Jenney et Daniel Burnham) car la technologie de l'acier permettait des bâtiments plus grands et plus spacieux que précédemment. Il est un des maîtres de l'école de Chicago en architecture. 
Il sera influencé par les écrits de Viollet le Duc.
Il travaille avec de nombreux architectes, incluant Frank Furness, William Le Baron Jenney, Dankmar Adler. Il est aussi le mentor de Frank Lloyd Wright.

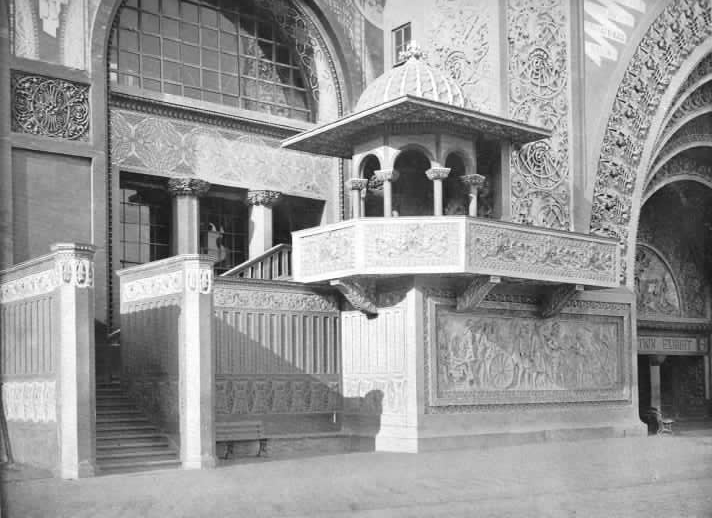
Columbian Gallery – A Portfolio of Photographs of the World’s Fair, The Werner Company, Chicago 1894

À partir des années 1890, il se lance dans la construction de gratte-ciel à armature d'acier et à toit plat qui gardent une division tripartite : 
- Wainwright Building, Saint-Louis, 1890-1891
- Stock Exchange, Chicago, 1893-1894
- Guaranty Building, Buffalo, New York, 1894-1895

Parmi ses œuvres, on trouve  :
- L'Auditorium Building, Chicago (fini en 1889) : il s'agit d'un complexe regroupant un théâtre, des bureaux et un hôtel sur 10 étages
- La Carrie Eliza Getty Tomb, cimetière de Graceland, Chicago (1890)
- La James Charnley House, Chicago (1892)
- Le magasin Carson, Pirie, Scott and Company Building, Chicago (1899)
- La Cathédrale de la Sainte-Trinité, Chicago (1899)
- La National Farmer's Bank, Owatonna, Minnesota (1908)
- La Merchants' National Bank, Grinnell, Iowa (1914)
- Le Krause Music Store, Chicago (1922).